# Anfibio (Álbum)
Anfibio es el segundo álbum  de la banda peruana Gaia grabado en formato acústico, en vivo, en "La noche de Barranco" de Lima y televisado  en un canal de cable. Este sencillo, contiene 13 temas.

## Canciones
1. "Oz"
2. "Migratoria/Adicción a distancia"
3. "La Nueva"
4. "B.O.A. Balairthaibita"
5. "Q'engo"
6. "Mar"
7. "Refugio"
8. "La 2.ª ley"
9. "Mateografo"
10. "10%"
11. "Órbita"
12. "Aire por consumir"
13. "Parate"
14. "24"

Uno de los datos muy peculiares que dio a conocer la banda, fue que algunos fanes les gusta demasiado, esta faceta acústica, y por ello solo conocen este disco del grupo.

## Miembros
- Michael "Mike" Spitzer - Voz, guitarra rítmica
- Carlos "El Mono" Cubas - Batería
- Gianmarco "PQT" Costas - Bajo, coros
- Giacomo Sangalli - guitarra solista, coros
- Alejandro Morales - percusión
- Enel Quiroz - sintetizador

- Datos: Q17621069